# Greta Bauer-Schwind
Greta Bauer-Schwind (* 4. November 1904 in Brünn; † 13. März 1944 ebenda) war eine deutschsprachige Lyrikerin.

## Leben
Greta Bauer-Schwind war eine Urenkelin des Malers Moritz von Schwind. Bedingt durch ihr Lungenleiden musste sie ihre musikalische Ausbildung abbrechen und hielt sich in Schöllschitz zur Sommerfrische, in Davos, in Oberitalien und Südtirol auf. 1932 kehrte sie in ihre Heimatstadt Brünn zurück.
Durch ihr Lungenleiden war die Autorin in ihren Aktivitäten stark eingeschränkt, was ihr literarisches Wirken bestimmte. Ihre Lebenszeit von 1904 bis 1944 war von wechselnden politischen Vorgängen in ihrer Heimat gekennzeichnet. So musste sie als Angehörige der deutschsprachigen Bevölkerung Südmährens das Ende der Monarchie, die Entstehung der Tschechoslowakei, mit all den völkerrechtlichen Problemen in Bezug auf das Sudetenland, die Zwischenkriegszeit und den Nationalsozialismus miterleben.
In dieser historisch bewegten Zeit schuf die Autorin ihre Werke, die sich thematisch von anderen Autoren abhoben. In ihrer Lyrik befasst sich Greta Bauer–Schwind mit Natur, Musik und Mythologie. Die schlechte Gesundheit und der fehlende Kontakt zur Außenwelt lässt die Autorin in einer Parallelwelt leben, die im Widerspruch zur Geschichte und dem literarischen Umfeld stand.
Greta Bauer-Schwinds Texte finden in der Zwischenkriegszeit, während der NS-Zeit und auch nach 1945 Beachtung. Die Rezeption durch Vertriebenenverbände und Verlage und die Beurteilung des literarischen Schaffens nach 1945 zeigen die Schwierigkeit einer Beurteilung dieser Autorin. Greta Bauer-Schwinds Gedichte wurden auch im Radio während und nach dem Nationalsozialismus ausgestrahlt.

## Werke
- Licht und Erde. Zsolnay, Berlin, Wien, Leipzig, 1936
- Gott schuf die Welt aus Liebe. Neue Gedichte, Zsolnay, Berlin, Wien, Leipzig, 1938
- Echogesänge. Zsolnay, Berlin, Wien, Leipzig, 1948
- Und dennoch Sterne. Zsolnay, Berlin, Wien, Leipzig, 1954